# William Parr (1er marquis de Northampton)
William Parr (14 août 1513 - 28 octobre 1571), est le seul frère de la reine Catherine Parr, la sixième et dernière épouse du roi Henri VIII. Il est un « homme sincère, simple, direct, pas rusé ni impliqué », dont « le plaisir était la musique et la poésie et son exercice de guerre » qui coécrit  un traité sur la chasse au lièvre . Il est en faveur auprès des deux premiers monarques Tudor protestants successifs, Henri VIII et son fils Édouard VI, sous lequel il est le chef du parti protestant  mais ayant soutenu le désir de ce dernier à voir lui succéder la protestante Lady Jane Grey, est destitué par la reine catholique Mary (la demi-sœur et successeur d’Édouard VI), mais est restaurée par sa demi-sœur et successeur protestante, la reine Elizabeth Ire. Il s'est marié trois fois mais est mort sans descendance.

## Origines
Il est le seul fils et héritier du courtisan Sir Thomas Parr (d.1517) de Parr  dans la paroisse de Prescot, Lancashire et de Kendal à Westmorland, et de sa femme Maud Green (d.1531) une fille de Sir Thomas Green de Broughton et Greens Norton dans le Northamptonshire. Sa sœur cadette est Anne Parr (1515-1552) épouse de William Herbert, 1er comte de Pembroke (c.1501-1570).

## Carrière
Son père meurt en 1517 alors que Guillaume a 4 ans et il devient pupille du roi Henri VIII. Parr participe à la répression de l'insurrection dans le nord de l'Angleterre en 1537, et attire l'attention favorable de Thomas Howard (3e duc de Norfolk) (oncle de la reine Anne Boleyn et de la reine Catherine Howard), demandant à son oncle Sir William Parr (c .1483-1547) de Horton, Northamptonshire, de lui obtenir une place comme courtisan dans la chambre privée du roi . Après avoir été député du Northamptonshire, il est créé baron Parr ("de Kendal" ) en 1539. En décembre 1543, juste après que sa sœur ait épousé le roi, il est créé comte d'Essex, titre détenu par son beau-père Henry Bourchier (2e comte d'Essex), décédé sans descendance masculine en mars 1540.
Il est « l'oncle bien-aimé » du roi Édouard VI (en fait son bel-oncle, étant le frère de la belle-mère de ce roi) et l'un des hommes les plus importants de la cour d'Édouard, et le chef du parti protestant, en particulier pendant l'époque de John Dudley (1er duc de Northumberland), à la tête du gouvernement. Parr sert comme Lord-lieutenant en 1549 de cinq des comtés de l'Est (Cambridgeshire, Huntingdonshire, Bedfordshire, Northamptonshire et Norfolk), du Surrey en 1551, du Berkshire et de l'Oxfordshire en 1552 et du Hertfordshire et du Buckinghamshire en 1553. Il exerce les fonctions de Lord-grand-chambellan de 1550 à 1553, rôle dans lequel il accueille en 1551 Marie de Guise, régente d'Écosse, au palais de Hampton Court au nom du roi .
Parr, et en particulier sa femme, sont des leaders dans la tentative de mettre la protestante Lady Jane Gray (belle-fille de Northumberland) sur le trône après la mort d'Edward (comme ce roi l'avait souhaité) à la place de l'autre prétendante sa demi-sœur la catholique romaine Mary. Cependant sa tentative échoue et après l'avènement de Marie Ire en 1553, il est reconnu coupable de haute trahison, et condamné à mort le 18 août 1553. Cependant, il est libéré en quelques mois et à la suite de l'accession au trône de la reine protestante Élisabeth Ire, le titre de marquis de Northampton est recréé en 1559. Ses titres subsidiaires de comte d'Essex et de baron Parr « de Kendal » ne lui sont pas restitués .

## Mariages
Il s'est marié trois fois mais n'a aucune descendance :
- D'abord, le 9 février 1527 à la chapelle du manoir de Stanstead [9] dans l'Essex, à Anne Bourchier, suo jure 7e baronne Bourchier (décédée le 26 janvier 1571), unique enfant et héritière d'Henry Bourchier (2e comte d'Essex) (d.1540). La mère de Parr dépense de grosses sommes pour arranger le mariage, comme elle l'a noté dans son testament [5]. En 1542, elle s'enfuit, déclarant qu'"elle vivrait comme elle le désirait" [10]. Le 17 avril 1543, leur mariage est annulé par une loi du Parlement et n'importe lequel de ses enfants "nés pendant les esposels entre Lord et Lady Parr" [10] été déclaré bâtard. Parr obtient également les terres de son ex-femme et est lui-même créé comte d'Essex le 23 décembre 1543. Elle est décédée avant Parr de seulement 9 mois, après avoir reçu après son divorce quelques-uns des anciens domaines de son père par la reine Mary.
- En secondes noces, en 1548, il épouse Élisabeth Brooke (1526-1565), fille de George Brooke, 9e baron Cobham de Cobham Hall dans le Kent, et de sa femme Anne Bray. Leur mariage est déclaré valide en 1548, invalide en 1553 et valide à nouveau en 1558. Selon l'Index généalogique international (IGI), Parr aurait pu avoir un fils d'Elizabeth Brooke, né à Prescot en 1542 et nommé Richard.

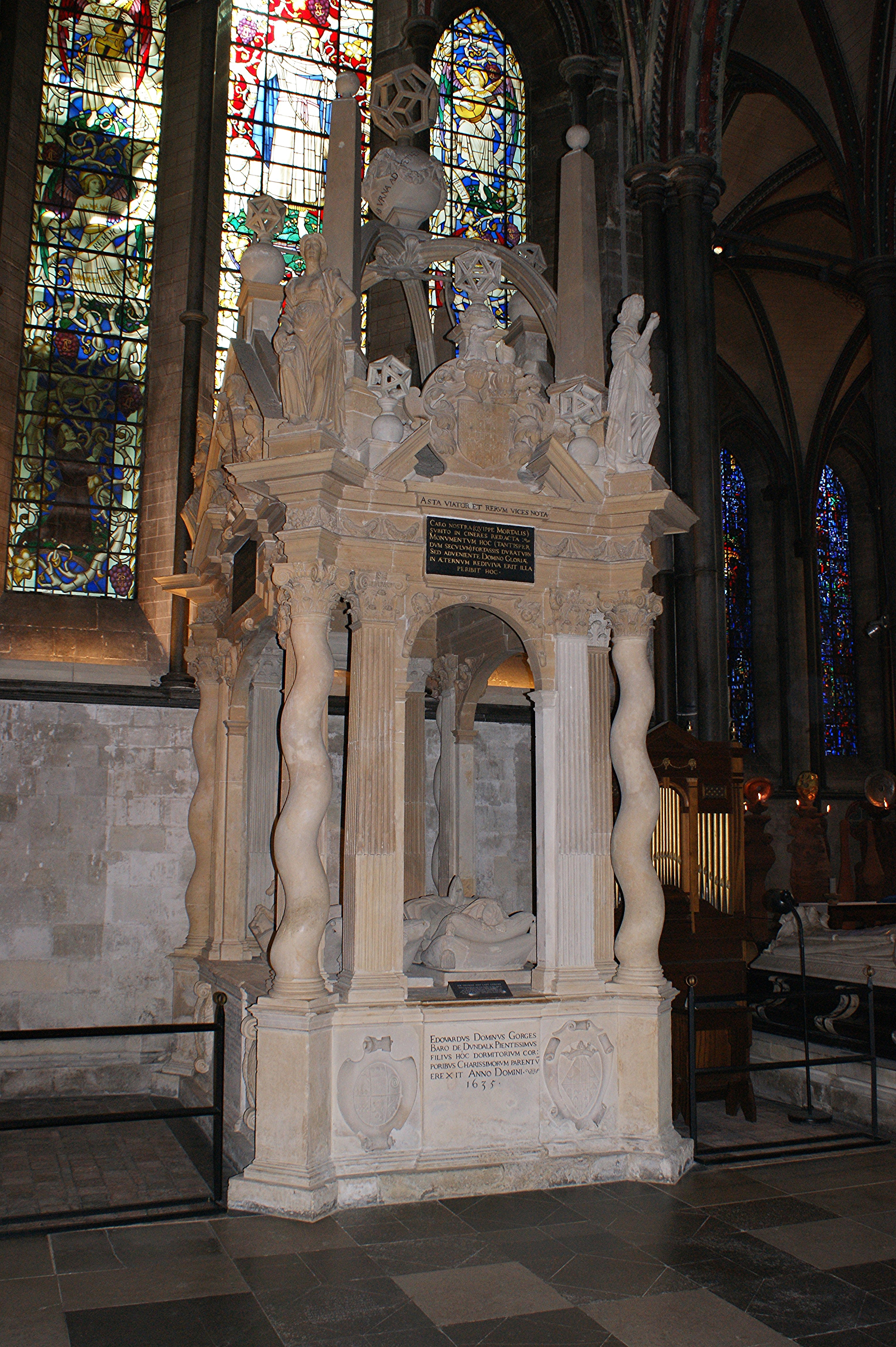
Monument et effigies, dans la cathédrale de Salisbury, Wiltshire, de Sir Thomas Gorges (1536-1610) du château de Longford et son épouse Helena Snakenborg (d.1635), troisième épouse et veuve de William Parr, 1er marquis de Northampton

- En troisièmes noces, en mai 1571 (cinq mois avant sa mort), il épouse Helena Snakenborg (d.1635), Première Dame de la Chambre Privée à la reine Élisabeth Ire, qui est venue de Suède en 1565 en Angleterre dans la suite de Cecilia, Margravine de Bade. En 1580, elle se remarie avec Sir Thomas Gorges (1536-1610) du château de Longford dans le Wiltshire, dont elle a des descendants, et est enterrée avec son mari dans la cathédrale de Salisbury, dans le Wiltshire, où survit leur impressionnant monument avec des gisants [11].

Il meurt le 28 octobre 1571 au prieuré de Warwick, sans descendance, et son seul titre survivant de marquis de Northampton s'éteint. Il est enterré dans le chœur de l'église collégiale de St Mary, Warwick . La reine Élisabeth Ire paye ses funérailles et son enterrement. Sa pierre de grand livre survivante est inscrite : William Parr, marquis de Northampton ; Mort à Warwick le 28 octobre 1571. [Inhumé] avec le cérémonial dû [d'un] chevalier de la Jarretière à l'ordre de la reine Elizabeth qui a supporté les frais des funérailles, 2 décembre 1571.